# Europese weg 8
De Europese weg 8 of E8 is een weg die door Noorwegen en Finland loopt. Het Finse deel van het traject stond in het netwerk van voor 1975 bekend als de E78.

## Algemeen
De Europese weg 8 is een Klasse A west-oost-verbinding, die echter in de praktijk vooral noord-zuid loopt. De weg is door de UNECE als volgt vastgesteld:
| Noorwegen - Tromsø - Nordkjosbotn - Skibotn |  | Finland - Kilpisjärvi - Tornio - Oulu - Vaasa - Turku |

## Traject

### Noorwegen

#### Van Tromsø tot de Finse grens
De weg begint bij Tromsø in Noorwegen. Allereerst moet men een 50 meter hoge hangbrug over om naar het volgende eiland te komen. Hier ligt een 4-strooksweg tot het moment dat de stad uit het zicht raakt. De weg versmalt naar een 2-strooksweg. Tussen Nordkjosbotn en Skibotn wordt traject gedeeld met de E6. Vanaf Skibotn gaat de weg rechtsaf steil omhoog. Hij is hier nauwelijks twee auto's breed en voert verder omhoog langs het afgelegen huis Helligskogen naar zijn hoogste punt op 550 meter. Dan daalt de weg naar de Finse grens.

### Finland

#### Van Kilpisjärvi tot Tornio
Direct na de Noors/Finse grens daalt de weg en belandt tussen het meer Kilpisjärvi aan de rechterkant en het het gelijknamige dorp aan de linkerkant. De weg loopt dan parallel aan de Könkämärivier en langs afgelegen gebouw Peera. Hij loopt hier door bijna onbevolkt gebied (een groot moeras met enkele bergen). De weg blijft onverminderd smal tot aan Kaaresuvanto. Daar wordt de E45 gekruist, die begint aan de overzijde van de brug in het Zweedse Karesuando; het is de eerste mogelijkheid om direct Zweden in te rijden. De weg loopt nu parallel met de Muonio en kent in plaatsaanduiding Palojoensuu een aansluiting op de Finse weg 958 naar Enontekiö. Verder zuidelijk treffen we Muonio, Kolari als plaatsen aan. Vlak na Kolari komen de Muonio en de Torne samen. Via Pello (Finland) en Tornio wordt de weg begeleid door de Torne in het Tornedal. De E8 ligt op de Finse oever van de rivieren; van Kaaresuando tot Haparanda (buurstad van Tornio) loopt min of meer op de Zweedse oevers de Riksväg 99 (voorheen 400). Vanaf Kolari tot aan Oulu (stad) loopt een spoorlijn parallel aan de snelweg. Bij Tornio ontmoet de weg de Botnische Golf, die tot aan Turku niet meer uit het zicht blijft.

#### Van Tornio tot Liminka
Van Tornio tot aan Kemi is er weer sprake van een vierstrooksweg, die in 1999 is aangelegd. Dit heeft te maken met veel vrachtverkeer tussen beide steden en het vliegveld Tornio-Kemi. In Kemi voegt de E75 (vanuit Rovaniemi) zich bij de E8. Echter na Kemi wordt de weg weer een tweestrooksweg tot net ten noorden van Oulu (stad); hier wordt de weg weer vierstrooks; Oulu is een van de grootste steden van Finland. De vier stroken blijven tot 8 km ten zuiden van Oulu; de weg wordt weer tweestrooks. In Liminka takt de E75 zich af richting binnenland. De E8 blijft de kust volgen.

#### Van Liminka tot Turku
In Vaasa kruist het de E12, die vanaf het veer vanuit het Zweedse Umeå hier voortgezet wordt. Ook hier is de weg even vierstrooks. Via Pori belandt de weg dan uiteindelijk in Turku. Turku is een verkeersknooppunt in Finland alsmede een grote havenstad. De E8 passeert het vliegveld en is dan vierstrooks tot in het centrum van Turku. In Turku sluit de E8 aan op:
- het veer naar Zweden en Åland;
- de E18 richting Helsinki en Sint-Petersburg en
- de E63 richting Tampere en verder noordwaarts met als eindpunt Sodankylä in Zuid-Lapland.

## Nationale wegnummers
De E8 loopt over de volgende nationale wegnummers:
| Noorwegen | Noorwegen          |
| --------- | ------------------ |
|           | Tromsø - Finland   |
| Finland   |                    |
| 21        | Noorwegen - Tornio |
| 29        | Tornio - Keminmaa  |
| 4         | Keminmaa - Liminka |
| 8         | Liminka - Turku    |

## Aansluitingen op andere Europese wegen
Tijdens de route komt de E8 de volgende Europese wegen tegen:
- De E6, die van Nordkjosbotn tot aan Skibotn, beide in Noorwegen, hetzelfde traject volgt
- De E45, die van Kilpisjärvi tot aan Palojoensuu, beide in Finland, hetzelfde traject volgt
- De E4 bij Tornio, Finland
- De E75, die van Keminmaa tot aan Liminka, beide in Finland, hetzelfde traject volgt
- De E12 bij Vaasa, Finland
- De E18 bij Turku, Finland
- De E63 bij Turku, Finland

Europese wegen:
E6 · E8 · E10 · E12 · E14 · E16 · E18 · E39 · E45 · E69 · E75 · E105 · E134 · E136
Riksveier:
2 · 
3 · 
4 · 
5 · 
7 · 
9 · 
12 · 
13 · 
15 · 
19 · 
20 · 
21 · 
22 · 
23 · 
25 · 
35 · 
36 · 
40 · 
41 · 
42 · 
44 · 
47 · 
52 · 
55 · 
70 · 
73 · 
77 · 
80 · 
83 · 
85 · 
92 · 
93 · 
94 · 
110 · 
111 · 
120 · 
150 · 
156 · 
159 · 
162 · 
163 · 
190 · 
191 · 
200 · 
282 · 
420 · 
451 · 
502 · 
509 · 
510 · 
518 · 
555 · 
562 · 
580 · 
616 · 
617 · 
658 · 
681 · 
706 · 
827 · 
833 · 
853 · 
862 · 
881 · 
887 · 
892 · 
893